# Opóźnienie wejścia
Opóźnienie wejścia (input lag, efekt opóźnienia) – zjawisko występujące w niektórych typach ekranów LCD, polegający na opóźnieniu wyświetlanego obrazu w stosunku do czasu sygnału sterującego obrazem. Opóźnienie sięga 65 ms, co odpowiada około 3-4 klatkom obrazu wyświetlanego z częstotliwością 65 Hz. Zjawisko to jest powszechne dla matryc typu TFT, S-PVA, S-MVA oraz TN. Panele S-PVA mają większe opóźnienie sygnału niż P-MVA, podczas gdy panele typu IPS praktycznie go nie wykazują. Efektu opóźnienia nie należy wiązać nawet z czasem reakcji matrycy.

## Przyczyna powstawania
Przyczyna powstawania opóźnienia nie jest dokładnie znana. Mogą być dwie różne przyczyny jego występowania:
- Efekt jest powiązany z czasem reakcji matrycy: przy gwałtownie zmieniających się obrazach, elektronika sterująca matrycą nie jest w stanie nadążyć za zmianami sygnału sterującego dla całej grupy pikseli (mimo iż pojedyncze piksele mają krótszy czas reakcji). Przyczyna tkwi w przepustowości elektroniki sterującej matrycą. Za tą teorią przemawia fakt, iż czas opóźnienia jest charakterystyczny dla danego modelu monitora LCD.
- Efekt jest powiązany z nieprawidłowym/nieefektywnym kodowaniem sygnału przez kartę graficzną (a następnie dekodowaniem sygnału przez elektronikę sterującą monitorem). Nieefektywne kodowanie powoduje, iż sygnał cyfrowy nie odpowiada aktualnie przetwarzanemu przez procesor graficzny. Przyczyna tkwi w przepustowości elektroniki kodującej sygnał cyfrowy. Za tą teorią przemawia to, iż ingerencja w ustawienia systemowe karty niwelują w określonym stopniu wystąpienie tego efektu.

## Określanie czasu opóźnienia
Zjawisko to jest zauważalne zwykle przy szybkich grach video, szczególnie przy porównywaniu jednocześnie wyświetlanych obrazów na ekranie LCD oraz na tradycyjnym (kineskopowym) CRT, które nie wykazują tego zjawiska.
Wystarczająco precyzyjna metoda pomiaru polega na podłączeniu obu monitorów (LCD, CRT) do komputera, a następnie uruchomieniu dowolnego programu odliczającego i wyświetlającego czas w milisekundach.
Jako iż ludzkie oko nie jest w stanie dostrzec konkretnej wartości opóźnienia, wymagane jest zrobienie zdjęcia obu ekranów z krótkim czasem naświetlania (rzędu 1/1000 sek lub niższym). Z wykonanej fotografii można odczytać „input lag” jako różnicę wskazań ekranu LCD oraz monitora CRT. Z uwagi na brak punktu odniesienia, nie ma możliwości określenie wielkości opóźnienia na pojedynczym ekranie.
Występujące opóźnienie nie jest stałe. Zależy ono od typu połączeń sygnału video, typu kart graficznych itp., jednak jest ono wystarczająco reprezentatywne do porównywania poszczególnych typów różnych monitorów.

## Wpływ efektu opóźnienia na użytkowanie LCD
W zależności od typu monitora LCD, efekt opóźnienia wynosi od 6 do 65 ms. Wartości te są praktycznie niezauważalne w czasie pracy z tekstem, przeglądaniem stron www, oglądaniem filmów czy względnie statycznymi grami video.
Jednak zaawansowane programy graficzne, jak i szybkie gry video (zwłaszcza FPS, tzw. „strzelanki”) wymagające szybkich zmian wyświetlanego ekranu powodują znaczny dyskomfort podczas gry lub pracy z uwagi na fakt, iż wyświetlany ekran nie odpowiada faktycznie kreowanemu przez komputer.
Opóźnienie wejścia ma istotny wpływ na wydłużenie czasu upływającego od akcji wykonanej na kontrolerach przez użytkownika (np. ruch myszą, naciśnięcie klawisza), do wyświetlenia odpowiedniego stanu na ekranie. Najbardziej korzystne wartości czasu pełnego łańcucha przetwarzania informacji – od kontrolera do ekranu – w pełni akceptowane przez wymagających użytkowników komputera wynoszą poniżej 20 ms.

## Czas opóźnienia oraz czas reakcji matrycy
Ekrany LCD z długim czasem reakcji matrycy zdecydowanie nie nadają się do szybkich, dynamicznych gier video. Nakładający się na czas reakcji dodatkowy czas opóźnienia mogą wręcz uniemożliwić satysfakcjonujące używanie panelu LCD do gier oraz dokładnej pracy w różnych programach graficznych (np. w systemach CAD).
Niestety producenci ekranów LCD, w obawie przed mniejszymi zyskami, często zaniżają wartości czasu reakcji matrycy (nieraz dwu- trzykrotnie), a także nie wspominają o wystąpieniu efektu opóźnienia obrazu i jego wartości.

## Czas opóźnienia a karta grafiki
Praktycznie rynek kart graficznych jest obecnie (2012) zdominowany przez dwóch producentów układów graficznych: AMD oraz nVidia. Na różnych forach internetowych pojawiają się opinie, iż oba te systemy potrafią (w różny sposób) zniwelować efekt opóźnienia (poprzez ingerencję użytkownika w ustawienia systemowe karty graficznej). Spotyka się także informacje, iż sygnał analogowy (zamiast cyfrowego) eliminuje powstały efekt opóźnienia matrycy (kosztem niewielkiego spadku jakości obrazu), jednak informacje te wymagają potwierdzenia.